# Anna Quindlen
Anna Quindlen (Filadelfia, 8 luglio 1952) è una scrittrice e giornalista statunitense.

## Biografia
Di origini irlandesi e italiane, Anna Quindlen si è laureata al Barnard College nel 1970 e nel 1993 ha vinto il Premio Pulitzer per il miglior giornalismo di commento grazie ad un articolo scritto per il New York Times. È autrice di nove romanzi, tra cui il best seller One Little Thing, che è stato adattato nel film La voce dell'amore del 1998, diretto da Carl Franklin e con protagoniste Meryl Streep e Renée Zellweger.
Anna Quindlen ha lasciato il giornalismo nel 1995 per diventare una scrittrice a tempo pieno.
Nel 1999, è entrata a far parte di Newsweek, scrivendo una rubrica bisettimanale fino a quando non ha annunciato il suo semi-pensionamento nel numero del 18 maggio 2009 della rivista. Quindlen è conosciuta come una critica di ciò che percepisce come la natura frenetica e sempre più materialistica della moderna vita americana. Gran parte della sua scrittura personale si concentra su sua madre, morta di cancro ovarico, quando Quindlen aveva 19 anni.

## Vita privata
Era sposata con l'avvocato del New Jersey Gerald Krovatin, che incontrò mentre era al college. I loro figli Quindlen Krovatin e Christopher Krovatin sono autori pubblicati, e la figlia Maria è un'attrice, comica e scrittrice. 

## Opere
- (EN) Object Lessons, Ivy Books, 1992, ISBN 9780804109468.
- (EN) One True Thing, Random House Trade Paperbacks, ISBN 9780812976182.
- (EN) Black and Blue, Delta Publishing, 2000, ISBN 9780385333139.
- (EN) Blessings, Fawcett Books, 2004, ISBN 9780345468697.
- (EN) Rise and Shine, Random House, 2006, ISBN 9780375502248.
- (EN) Every Last One, Random House, 2010, ISBN 9781400065745.
- (EN) Still Life with Bread Crumbs, Random House, 2014, ISBN 9781400065752.
- (EN) Miller's Valley, Random House, 2016, ISBN 9780812996081.
- (EN) Alternate Side, Random House, 2018, ISBN 9780812996067.

## Filmografia

### Soggetto
- La voce dell'amore (One True Thing), regia di Carl Franklin (1998)